# Edificio del Seguro Obrero
L'Edificio del Seguro Obrero è un edificio storico della città di Santiago in Cile.

## Storia
L'edificio venne eretto tra il 1928 e il 1931 secondo il progetto dell'architetto Ricardo González Cortés per ospitare la sede della Caja del Seguro Obrero ("Fondo di assicurazione per i lavoratori").
Il palazzo è tristemente noto per essere stato il teatro, il 5 settembre del 1938, del cosiddetto massacro del Seguro Obrero. In tale data, alcuni membri del Movimento Nazional Socialista del Cile s'impossessarono dell'edificio in un tentativo di colpo di stato e si scontrarono con i carabinieri in una sparatoria prima di arrendersi. Dopo aver ripreso l'edificio, le forze dell'ordine massacrarono i ribelli all'interno del palazzo giustiziandoli sommariamente al contrario della promessa libertà, causando un totale di 59 morti. Ancora oggi si ignora chi diede l'ordine, per quanto si sia ipotizzato che venne direttamente dal presidente Arturo Alessandri Palma, di orientamento liberal-conservatore.
L'edificio è la sede principale del ministero della giustizia cileno dal novembre 1989.

## Descrizione
Il palazzo occupa un lotto d'angolo nel centro della città di Santiago. L'edificio, che conta dodici piani, presenta uno stile influenzato dall'esperienze dell'Art déco e della scuola di Chicago.

## Galleria d'immagini

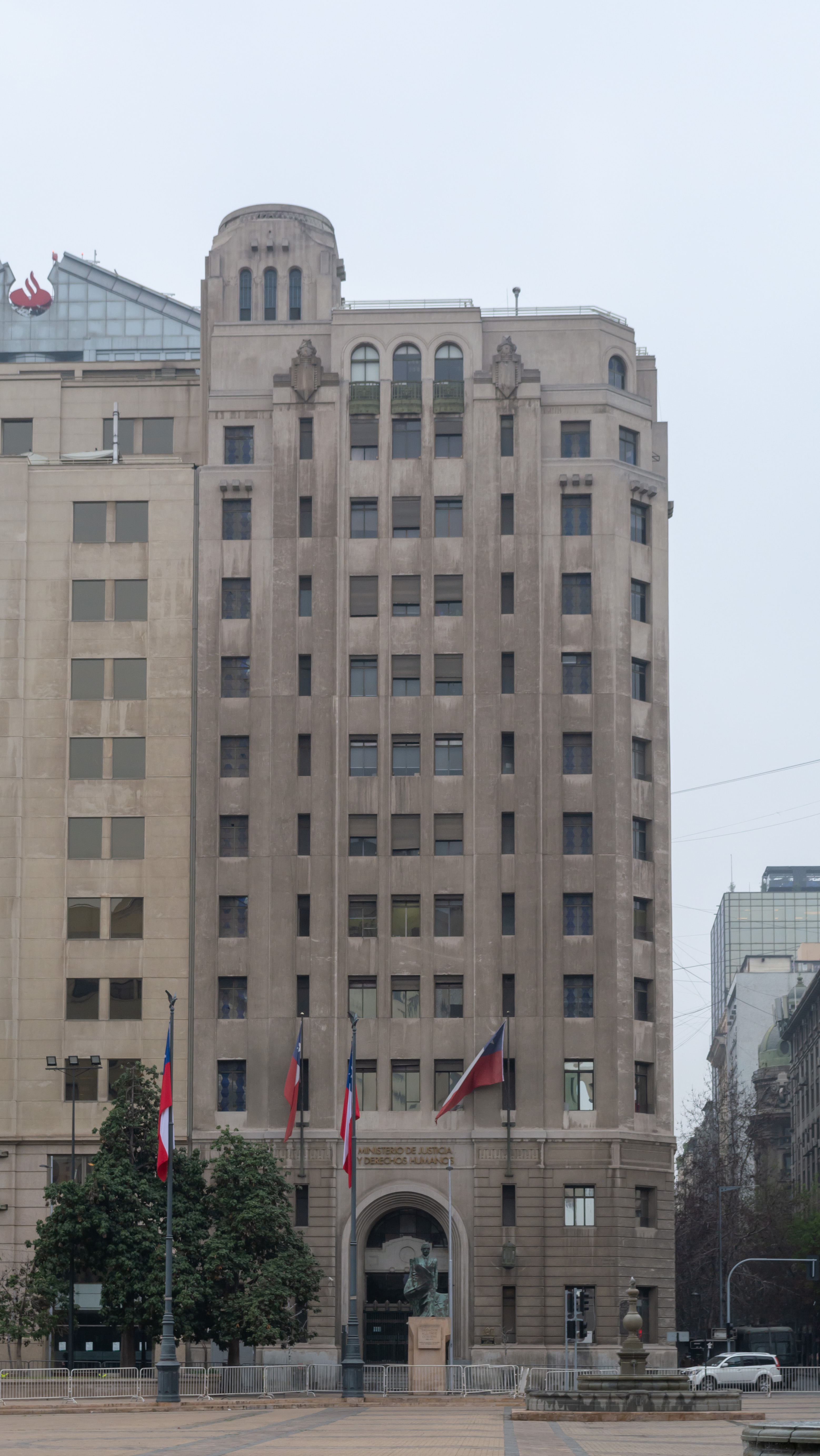
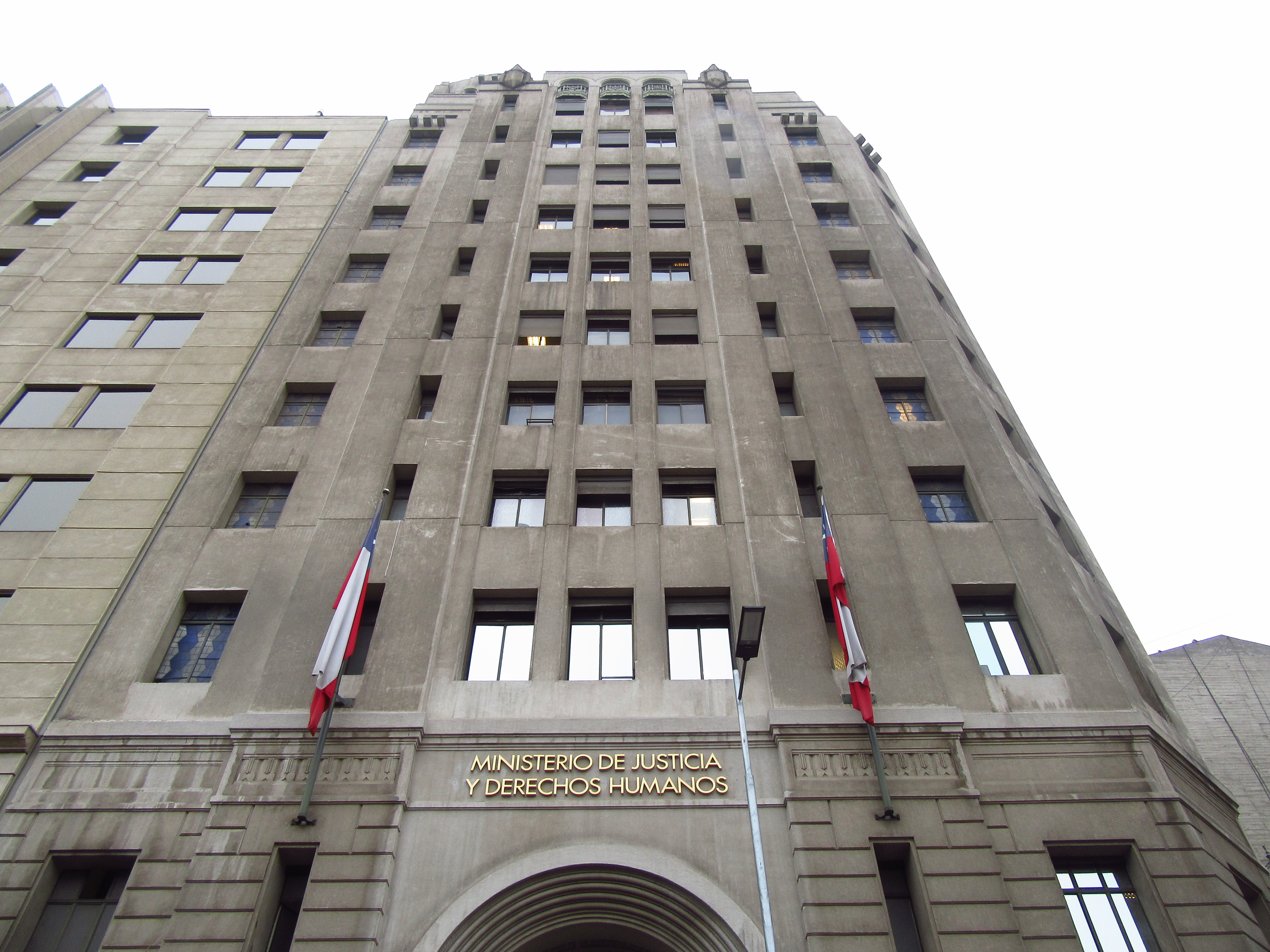
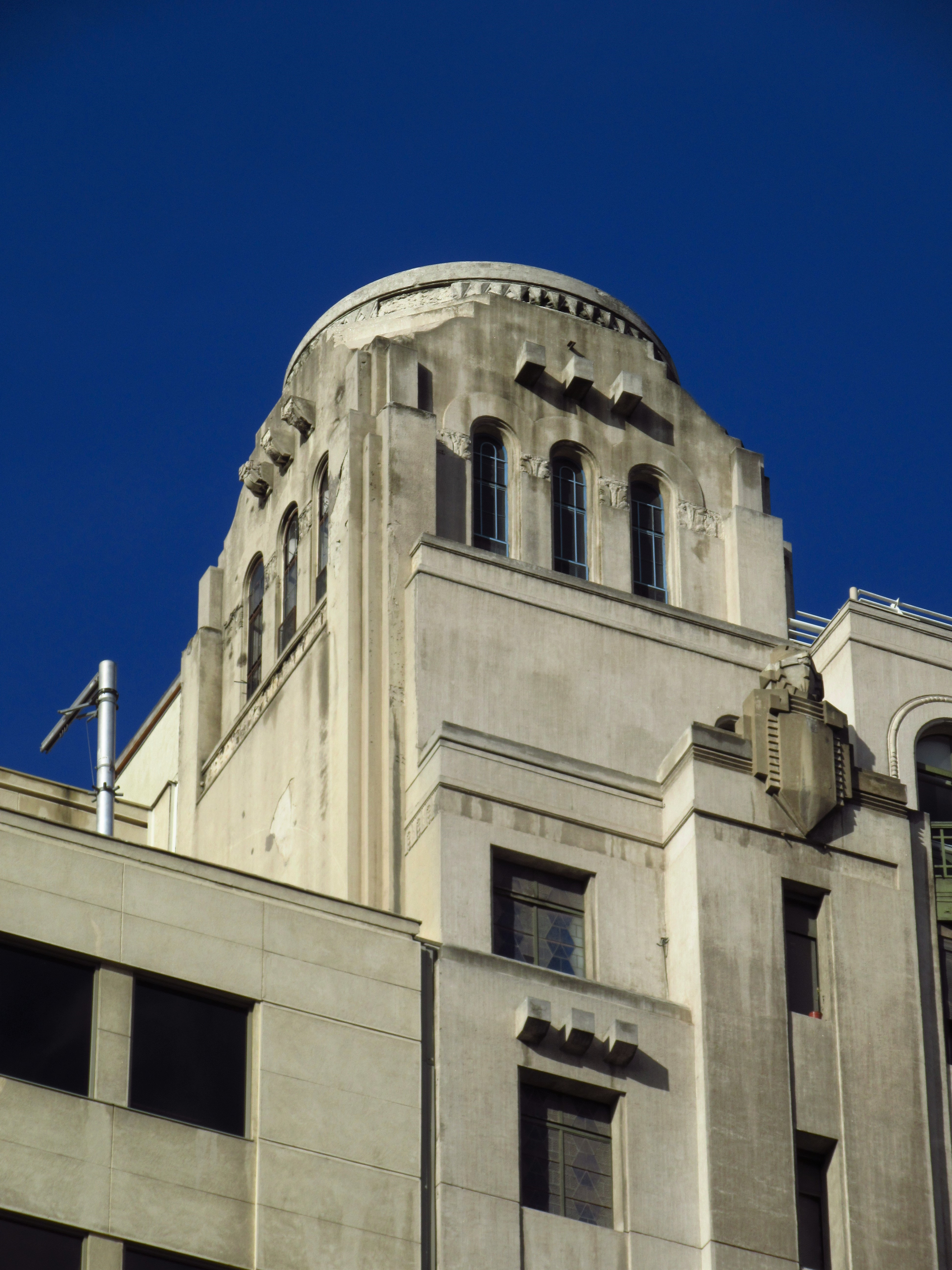